# Samson Satele
Samson H. Satele (Kailua, 29 novembre 1984) è un giocatore di football americano statunitense che gioca nel ruolo di centro per i Miami Dolphins della National Football League. Fu scelto nel corso del secondo giro (60º assoluto) del Draft NFL 2007 dai Dolphins. Al college giocò a football all'Università delle Hawaii.

## Carriera universitaria
Al college, Satele giocato con gli Hawaii Warriors, squadra rappresentativa dell'Università delle Hawaii dalla stagione 2003 fino alla 2006 per un totale di 53 partite, tutte da titolare.

## Carriera professionistica

### Miami Dolphins
Satele fu scelto al secondo giro del Draft 2007 dai Miami Dolphins. Il 19 luglio firmò un contratto quadriennale del valore di 2,89 milioni di dollari di cui 820.000 di bonus alla firma. Debuttò nella NFL il 9 settembre contro i Washington Redskins con il ruolo di center. Giocò solamente due stagioni partendo in compenso sempre da titolare nelle 32 partite da lui giocate. Nella sua prima stagione fu inserito nella formazione ideale dei rookie di Pro Football Weekly, terminando con 16 partite giocate, tutte da titolare. Nel 2008 giocò ancora tutte le 16 partite come da titolare.

### Oakland Raiders
Il 23 marzo 2009, Satele passò agli Oakland Raiders in cambio della loro 181a scelta del Draft 2009 e invertirono la 108a con la 126a scelta. Finì la stagione con 15 partite di cui 12 da titolare. Nel 2010 finì con 16 partite, di cui 15 da titolare.
Il 2 agosto 2011 rifirmò un contratto di un anno con i Raiders. Chiuse la stagione con 15 partite disputate da titolare.

### Indianapolis Colts
Il 21 marzo 2012, Satele firmò con gli Indianapolis Colts per sostituire Jeff Saturday, passato ai Green Bay Packers, un contratto triennale del valore di 10,8 milioni di dollari (5 milioni garantiti), di cui 3,2 milioni di bonus alla firma. Chiuse la stagione con 11 partite tutte da titolare.

### Ritorno ai Dolphins
Il 2 agosto 2014, Satele firmò per fare ritorno ai Miami Dolphins per sostituire l'infortunato centro titolare Mike Pouncey nelle prime settimane della stagione 2014.

## Palmarès
- PFWA All-Rookie Team - 2007

## Statistiche
| Partite totali             | 102 |
| Partite totali da titolare | 98  |

Statistiche aggiornate al termine della stagione 2013